# Vladimir Fiodorov (chirurg)
Vladimir Dmitrievici Fiodorov (în rusă Влади́мир Дми́триевич Фёдоров; n. 21 martie 1933 – d. 17 septembrie 2010) a fost un chirurg rus, specialist în chirurgie generală, care a fost ales ca membru de onoare al Academiei de Științe a Moldovei.